# Uztegi
Uztegi est un village situé dans la commune d'Araitz dans la Communauté forale de Navarre, en Espagne. Il est doté du statut de concejo.
Uztegi est situé dans la zone linguistique bascophone de Navarre.

## Situation

Commune d'Araitz